# Холодов, Роман Иванович
Роман Иванович Холодов (1971—2024) — украинский физик-теоретик, доктор физико-математических наук (2019), член-корреспондент НАНУ (2021).

## Биография
Родился в городе Невинномысск Ставропольского края.
В 1994 году окончил физико-технический факультет Харьковского государственного университета по специальности «ядерная физика».
С 1994 года в Сумском институте прикладной физики НАНУ: аспирант (1994—1997), младший и старший научный сотрудник теоретического отдела, заместитель директора по научной работе, с 2022 г. и. о. директора.
В 2001 году защитил кандидатскую, в 2019 году — докторскую диссертации. В 2005 году утверждён в звании старшего научного сотрудника.
Одновременно с 2001 года преподавал в Сумском государственном педагогическом университете имени Макаренко на кафедре экспериментальной и теоретической физики, с 2008 г. доцент.
Автор более 100 научных публикаций. Под его руководством подготовлено к защите 4 кандидатских диссертации.
Руководитель научной школы «Квантовые подходы в задачах столкновения тяжелых ионов и электронов в электромагнитных полях».
В 2021 году избран членом-корреспондентом НАНУ.
Умер в Сумах 16 мая 2024 года.

## Публикации
- Основы специальной теории относительности: учебное пособие / И. А. Мороз, В. С. Иваний, Р. И. Холодов. — Сумы: Редакционно-издательский совет СумДПУ им. А. С. Макаренко, 2007. — 268 с.
- Спеціальна теорія відносності: навч. посіб. / І.О. Мороз, В.С. Іваній, Р.І. Холодов — Суми: Видавництво «МакДен», 2011. — 336с.
- Резонансное комптоновское рассеяние во внешнем магнитном поле / П. И. Фомин, Р. И. Холодов // ЖЭТФ. — 2000. — Т.117, вып. 2. — С. 319—325
- Резонансное рождение электрон-позитронной пары двумя фотонами на возбужденные уровни Ландау / М. М. Дяченко, А. П. Новак, Р. И. Холодов // 10.7868/S0044451015110097 // Журнал экспериментальной и теоретической физики (ЖЭТФ): продолжение физической части Журнала Русского физико-химического общества, издававшегося с 1873 по 1930 г. / Российская академия наук Москва 2015 Т. 148, вып. 5 С. 931—936
- Ефект Комптона у курсі фізики ВНЗ / І.О. Мороз, В.С. Іваній, Р.І. Холодов // Наукові записки. Серія: Педагогічні науки. — Кіровоград: РВВ КДПУ ім. В. Винниченка, 2010. — Випуск 90. — С. 189 −192